# Екатеринбургская городская Дума 1 созыва
Екатеринбургская городская Дума 1 созыва, до 1995 — Екатеринбургское городское собрание представителей (1996—2001 года) начала свою работу в апреле 1994 года. Первое заседание ЕГСД (ЕГД I-го созыва) прошло 21 апреля 1994 года, проведя за два года 36 заседаний.

## Выборы
Выборы в Екатеринбургское городское собрание представителей (с 1995 года — Екатеринбургскую городскую думу) I-го созыва прошли 10 апреля 1994 года в соответствии с временными местными положениями «О местном самоуправлении в Свердловской области» и «О выборах органов местного самоуправления в Свердловской области», которые временно устанавливали порядок выборов до созыва городской думы, которая бы приняла новый устав города и законы о местных выборах. В соответствии с ними, было установлено число в 21 депутат городской думы, которые избирались по 21 мажоритарному одномандатному округу с минимальным порогом явки в 25%. В связи с этим, в ряде округов выборы не состоялись из-за низкой явки и 7 мандатов остались в подвешенном состоянии, однако при этом собрание успешно начала свою работу, так-как кворум из 2/3 депутатов от установленного числа был избран.
В думе 1-го созыва официально действовало только две партийные фракции:
- «Демократический выбор России» — 1 из 21 места.
- «Уральский центр» — 1 из 21 места.

## Структура

### Комиссии
- по бюджету;
- по развитию местного самоуправления;
- по социальной политике;
- мандатная.

### Рабочие группы ЕГД
- Контрольно-счетная палата ЕГД.

## Состав
| 2 созыв (1996—2001)           | 2 созыв (1996—2001) | 2 созыв (1996—2001)                                | 2 созыв (1996—2001) | 2 созыв (1996—2001)                                       |
| Фамилия Имя Отчество          | Дата рождения       | Способ избрания                                    | До избрания | Должность в городской думе                                |
| ----------------------------- | ------------------- | -------------------------------------------------- | --- | --------------------------------------------------------- |
| Беспартийные                  |                     |                                                    | |                                                           |
| Архипов Константин Евгеньевич | 02.04.1946          | Избран по одномандатному избирательному округу №11 | Глава администрации Ленинского района                                                                                       | ???                                                       |
| Байков Юрий Михайлович        | 26.07.1947          | Избран по одномандатному избирательному округу №4  | Главный врач детской клинической больницы ст. Свердловск-пассажирский                                                       | ???                                                       |
| Беленко Лилия Валентиновна    | 30.05.1959          | Избран по одномандатному избирательному округу №2  | Заведующая отделением городской клинической больницы №2                                                                     | ???                                                       |
| Булатов Валерий Борисович     | 10.10.1945          | Избран по одномандатному избирательному округу №1  | Инженер-строитель | ???                                                       |
| Галыкин Василий Дмитриевич    | ???                 | Избран по одномандатному избирательному округу №6  | Директор средней школы № 38                                                                                                 | ???                                                       |
| Казарин Николай Павлович      | 27.04.1946          | Избран по одномандатному избирательному округу №13 | Главный врач центральной городской клинической больницы № 1                                                                 | ???                                                       |
| Королёв Сергей Алексеевич     | ???                 | Избран по одномандатному избирательному округу №7  | Главный врач городской больницы № 21                                                                                        | ???                                                       |
| Круглов Константин Петрович   | ???                 | Избран по одномандатному избирательному округу №19 | Педагог-организатор воспитательной работы, бывший начальник СВВПТАУ                                                         | ???                                                       |
| Мазур Олег Анатольевич        | ??.??.1961          | Избран по одномандатному избирательному округу №16 | Учитель, председатель совета директоров АО «Гейзер»                                                                         | ???                                                       |
| Мартьянов Сергей Викторович   | 19.06.1954          | Избран по одномандатному избирательному округу №3  | Режиссёр | ???                                                       |
| Молина Лидия Максимовна       | ???                 | Избран по одномандатному избирательному округу №15 | Начальник отделения по социальным вопросам муниципального предприятия «Екатеринбургское трамвайно-троллейбусное управление» | ???                                                       |
| Ходаковский Игорь Олегович    | 24.10.1949          | Избран по одномандатному избирательному округу №12 | Главный врач городской больницы № 6                                                                                         | ???                                                       |
| Демократический выбор России  |                     |                                                    | |                                                           |
| Кузнецов Юрий Григорьевич     | 02.06.1961          | Избран по одномандатному избирательному округу №14 | Глава администрации Октябрьского района                                                                                     | Председатель комиссии по развитию местного самоуправления |
| Уральский центр               |                     |                                                    | |                                                           |
| Сёмин Виктор Николаевич       | 29.09.1954          | Избран по одномандатному избирательному округу №18 | Генеральный директор АО «Уральский региональный информационный центр»                                                       | Заместитель председательствующего ЕГД                     |

## Деятельность

### Разработка Устава города
Екатеринбургская городское собрание представителей и администрация города в течение 1994 и 1995 годов обсуждали различные варианты Устава города, разрабатываемого в соответствии с федеральным законом «Об общих принципах организации местного самоуправления в Российской Федерации». В первом проекте устава образца 1995 года оказались положения о полновластном представительном органе, о главе исполнительной власти, работающем по контракту с городской Думой. Однако 16 октября 1995 года 12 из 14 городских депутатов поддержали иной подход к устройству местной власти, который лёг в основу текущего городского устава. 20 ноября 1995 года устав Екатеринбурга был официально зарегистрирован областным управлением юстиции, но спустя несколько недель областное управление Минюста отменило собственное решение о регистрации, из-за чего городская дума начала судебный процесс против управления минюста, и успешно в нём победила, отстояв принятый городской устав.

### Иная
Решением собрания от 5 января 1995 года №11/4 Екатеринбургское городское собрание представителей было переименовано в Екатеринбургскую городскую Думу.